# Hemmesta
Hemmesta è un'area urbana della Svezia situata nel comune di Värmdö, contea di Stoccolma.
La popolazione risultante dal censimento 2010 era di 5 240 abitanti .